# 質量光度比
質量光度比(Mass-to-light ratio)は、体積当たり（通常は銀河や星団程度）の質量と光度の商である。天体物理学や宇宙物理学においては、{\displaystyle \Upsilon }の記号で表す。これらの比はしばしば、太陽質量を太陽光度で割った定数{\displaystyle \Upsilon _{\odot }} = 5133 kg/Wを基準に計算される。銀河や星団の質量光度比は、常に太陽の値{\displaystyle \Upsilon _{\odot }}よりもずっと大きい。これは、部分的には、これらの天体の質量のほとんどは恒星の内部にはないためであるが、質量の多くの部分が暗黒物質であることも示唆される。
光度は、測光学によって求めた値を距離の逆二乗則や減光の効果で補正して求める。一般に、天体が発している放射の完全なスペクトルが得られなくても、モデルに外挿して求めることができる。このようにして求めた光度は、放射光度と呼ばれる。
質量は、しばしばビリアル定理を用いた計算や重力レンズから得られる。
銀河の典型的な質量光度比は、2から10{\displaystyle \Upsilon _{\odot }}であり、最も大きなスケールである観測可能な宇宙の質量光度比は、Λ-CDMモデルに従えば、約100{\displaystyle \Upsilon _{\odot }}に達する。